# طيور الثلج
طيور الثلج (بالإنجليزية: Snowbirds، سنو بيردز) والمعروف رسميا بسرب الاستعراض الجوي رقم.431 (بالإنجليزية: No.431 Squadron، نومبر 431 سكودرن)، هو فريق استعراض جوي تابع للقوات الجوية الملكية الكندية. يتكون الفريق من 85 فرد وينحدرون من القوات الجوية الملكية الكندية.
يمتلك الفريق 11 طائرة من طراز سي تي-114 تيوتر التدريبة وتستخدم 9 طائرات في العروض التشكيلية. يقسم الفريق إلى قسمان وهما فريق الاستعراض ويتكون من 24 فرد ومنهم 11 طيار، 9 منهم للاستعراض وأيضا عدد من الفنيين، والقسم الثاني هو الفريق الثابت لمساندة الفريق ويتكون من موظفي الإدارة والفنيين.

## الحرب العالمية الثانية
على الرغم من أن سرب 431 الجوي نشأ رسمياً عام 1978, لكنه في الحقيقة بدأ أثناء الحرب العالمية الثانية كمشارك في مساعدات الكومنويلث للطيران الأوروبي، في ذلك الوقت. تم تكوين القوات الجوية الكندية الملكية تحت سيطرة قاعدة القوات الجوية البريطانية الملكية.
تشكل سرب 431 الجوي في 11 نوفمبر 1942, في مدينة بيرن شمال يوركشير، لتحلق بطائرة ويلينجتون فيكرز مع المجموعة رقم 4 للقاعدة الجوية البريطانية الملكية. ثم أنتقل السرب إلى ثولثهورب التابع لسلاح الجوية الجو الملكي البريطاني في منتصف 1943 كجزء من حركة نقل كل القوات الجوية الكندية الملكية إلى مجموعة واحدة، المجموعة رقم 6. وبعدها انتقل السرب إلى استخدام قاذفات القنابل الثقيلة هاليفاكس بي في التي تمتلك أربع محركات. في ديسمبر 1943, أنتقل السرب إلى محطة كروفت التابعة للسلاح الجوي الملكي البريطاني حيث تم إعادة تجيهزها بهاليفاكس 3 ثم يليها ولانكستر بي إكس.

### أمجاد حربية
- معركة بحر المانش ومعركة بحر الشمال 1943–1944
- معركة البلطيق 1943–1944
- حصن أوروبا 1943–1944
- الراين وفرنسا وألمانيا 1944–1945
- ميناء بسكاي 1943–1944
- معركة الرور 1943–1945, معركة بيرلين 1943–1944
- الموانئ الألمانية 1943–1945
- نورماندي 1944
- بسكاي 1943–1944